# Gian Paolo Callegari
Pour les articles homonymes, voir Callegari.
Gian Paolo Callegari (aussi Giampaolo), né à Bologne (Italie) le 7 mars 1909 et mort à Marino le 19 octobre 1982, est un journaliste, écrivain, scénariste et réalisateur italien actif au cinéma et à la télévision entre les années 1940 et 1970. Mieux connu comme écrivain, il est parfois crédité sous le pseudonyme d'Albert L. Whiteman.

## Filmographie partielle

### Comme scénariste
- 1944 : Résurrection (it) (Resurrezione) de Flavio Calzavara
- 1950 : Stromboli de Luchino Visconti
- 1950 : Giuliano, bandit sicilien (I fuorilegge) d'Aldo Vergano
- 1950 : Plus fort que la haine (Gli inesorabili) de Camillo Mastrocinque
- 1950 : Un ange dans la foule (it) (Angelo tra la folla) de Leonardo De Mitri
- 1951 : Dernier Rendez-vous (it) (Ultimo incontro) de Gianni Franciolini
- 1952 : Eran trecento... (La spigolatrice di Sapri) de Gian Paolo Callegari
- 1953 : Le Bourreau de Venise (I piombi di Venezia) de Gian Paolo Callegari et Vittorio Cottafavi
- 1957 : Ángeles sin cielo de Sergio Corbucci et Carlos Arévalo
- 1957 : T'aimer est mon destin (Amarti è il mio destino) de Ferdinando Baldi
- 1958 : La Révolte des gladiateurs (La rivolta dei gladiatori) de Vittorio Cottafavi
- 1960 : Thésée et le Minotaure (Teseo contro il minotauro) de Silvio Amadio
- 1962 : La Bataille des Thermopyles (The 300 Spartans) de Rudolph Maté
- 1962 : Ponce Pilate (Ponzio Pilato) de Gian Paolo Callegari et Irving Rapper
- 1962 : Le Gladiateur de Rome (Il gladiatore di Roma) de Mario Costa
- 1963 : Goliath et l'Hercule noir (Goliath e la schiava ribelle) de Mario Caiano
- 1964 : Hercule contre les mercenaires (L'ultimo gladiatore) de Umberto Lenzi
- 1964 : La Révolte des prétoriens (La rivolta dei pretoriani) d'Alfonso Brescia
- 1964 : Le Pont des soupirs (Il Ponte dei sospiri) de Carlo Campogalliani et Piero Pierotti
- 1966 : L'agent Gordon se déchaîne (Password : Uccidete agente Gordon) de Therence Hathaway

### Comme réalisateur
- 1952 : Eran trecento... (autre titre : La spigolatrice di Sapri')
- 1953 : Le Bourreau de Venise (I piombi di Venezia), coréalisé avec Vittorio Cottafavi
- 1954 : Le Tigre de Malaisie (I misteri della giungla nera), coréalisé avec Ralph Murphy
- 1954 : Le Mystère de la jungle noire (La vendetta dei Tughs), coréalisé avec Ralph Murphy
- 1956 : Accadde di notte (it)
- 1962 : Ponce Pilate (Ponzio Pilato), coréalisé avec Irving Rapper
- 1962 : Un errore giudiziaro (téléfilm)
- 1967 : Sigma Trois agent spécial (es) (Agente Sigma Tre missione Goldwather) (sous le nom d'Albert L. Whiteman)
- 1969 : La piramide senza vertice (téléfilm)
- 1972 : Le calde notti del Decameron